# قدرية

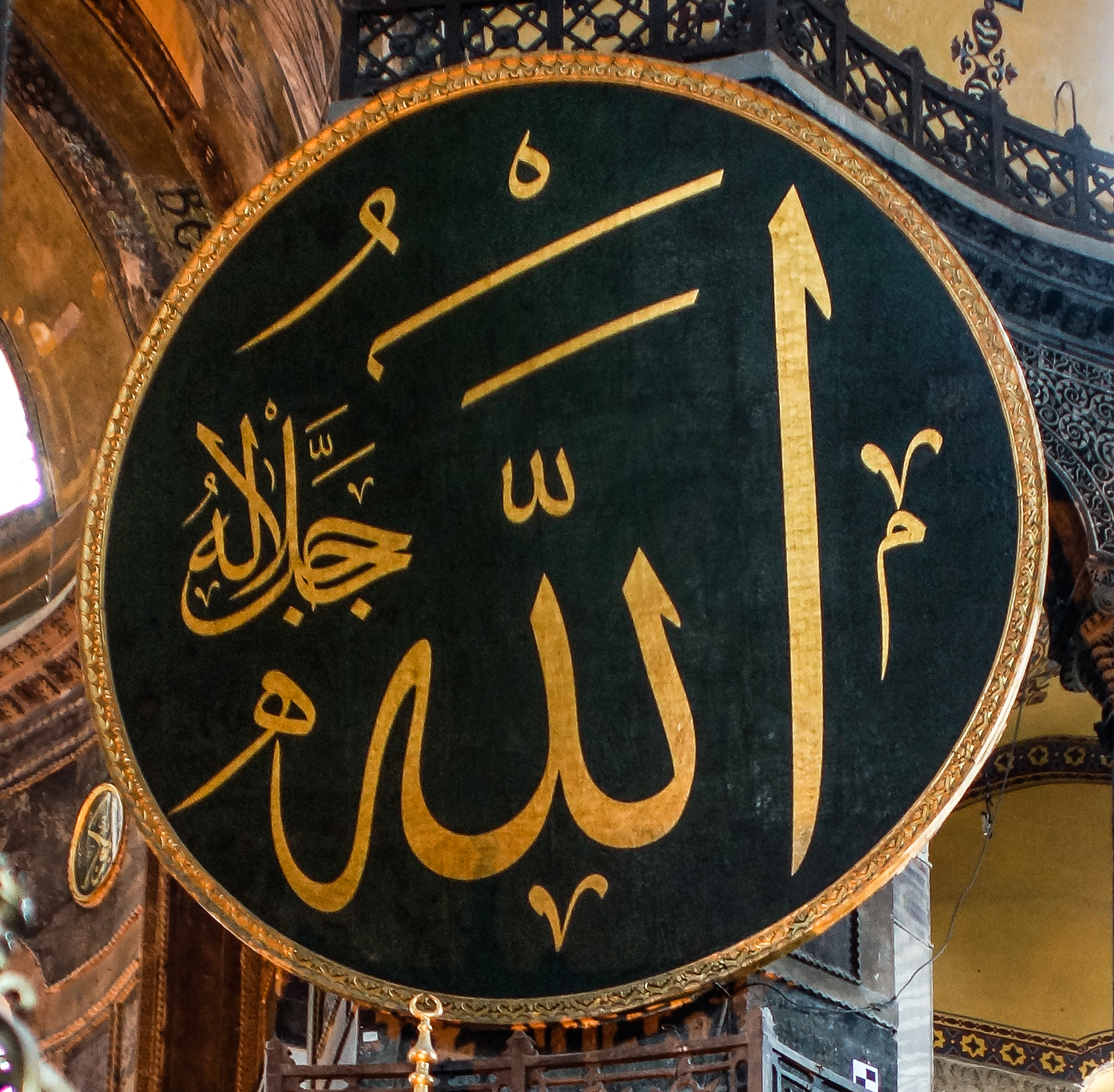

القدرية هي فرقة كلامية تنتسب إلى الإسلام، وتعدّ من أول الفرق الإسلامية المخالفة وقد ظهرت في بداية عهد الخليفة الأموي عمر بن عبد العزيز، وأول من أسسها غيلان القدري وقد قتله الخليفة هشام بن عبد الملك بصلبه على أبواب الشام، هو مفهوم يرى أن الله لا يعلم شيئا إلا بعد وقوعه وإن الأحداث بمشيئة البشر وليست بمشيئة الله، وتقول: لا قدر والأمر أنف أي مستأنف، وهو نفي لعلم الله السابق، وأن الله لا يعلم الأشياء إلا بعد حدوثها.

## نشأة القدرية
القدرية اسم أطلقه أهل السنة والجماعة على كل من يزعم أنه قدَّر فعله بنفسه، أي خلقه وأوجده استقلالا. أول من قال بالقدر هو معبد الجهني البصري في آواخر عهد الصحابة، وأخذ عنه غيلان الدمشقي، وقد تبرأ منهم من سمع بهم من الصحابة كعبد الله بن عمر وأبو هريرة وابن عباس وأنس بن مالك وعبد الله بن أوفى وعقبة بن عامر الجهني وغيرهم.
في صحيح مسلم قال يحيى بن يعمر: كان أول من قال بالقدر بالبصرة معبد الجهني، فانطلقت أنا وحميد بن عبد الرحمن الحميري حاجين أو معتمرين فقلنا: لو لقينا أحداً من أصحاب الرسول ﷺ فسألنا عما يقول هؤلاء في القدر، فوفق لنا عبد الله بن عمر بن الخطاب. فقلت: أبا عبد الرحمن إنه قد ظهر قبلنا ناس يقرأون القرآن ويتقفرون العلم، وذكر شأنهم وأنهم يزعمون أن لا قدر وأن الأمر أنف، قال: فإذا لقيت أولئك فأخبرهم أني بريء منهم وأنهم برآء مني، والذي يحلف به عبد الله بن عمر لو أن لأحدهم مثل أحد ذهباً فأنفقه ما قبل الله منه حتى يؤمن بالقدر.
أخذ معبد الجهني رأيه في القدر عن رجل نصراني أسلم ثم رجع إلى النصرانية مرة أخرى، فكان معبد الجهني بعد ذلك أول من نشره بين الناس. قال المقريزي في كتابه الخطط: إن أول من تكلم في القدر معبد بن الجهني. قال الأوزاعي: أول من نطق في القدر رجل من أهل العراق يقال له سوسن كان نصرانيًا فأسلم فأخذ عنه معبد الجهني وأخذ غيلان عن معبد. مذهب القدرية أول ما ظهر هو إن الأمر أُنُف، أي لم يسبق به قدر ولا علم من الله وإنما يعلمه بعد وقوعه، والقول بالقدر بهذا المعنى مركب من قضيتين: الأولى: إنكار علم الله السابق بالحوادث، الثانية: أن العبد هو الذي أوجد فعل نفسه. القدرية القائلون بهذا القول قد انقرضوا، كما ذكر ابن حجر نقلا عن القرطبي وغيره ما نصه: قد انقرض هذا المذهب، ولا نعرف أحدا ينسب إليه من المتأخرين. والقدرية اليوم مطبقون على أن الله عالم بأفعال العباد قبل وقوعها وإنما خالفوا السلف في أن أفعال العباد مقدورة لهم وواقعة منهم على جهة الاستقلال.

## أقسام القدرية
انقسمت القدرية إلى اثنتي عشرة فرقة:
- الأحمرية وهي التي زعمت أن شرط العدل من الله أن يملك عباده أمورهم ويحول بينهم وبين معاصيهم.
- الثنوية وهي التي زعمت أن الخير من الله والشر من إبليس.
- المعتزلة هم الذين قالوا بخلق القرآن وجحدوا الرؤية.[4][5]
- الكيسانية هم الذين قالوا لا ندري هذه الأفعال من الله أم من العباد ولا نعلم أيثاب الناس بعد الموت أو يعاقبون.
- الشيطانية قالوا إن الله لم يخلق شيطانا.
- الشريكية قالوا إن السيئات كلها مقدرة إلا الكفر.
- الوهمية قالوا ليس لأفعال الخلق وكلامهم ذات ولا للحسنة والسيئة ذات.
- الراوندية قالوا كل كتاب أنزل من الله فالعمل به حق ناسخا كان أو منسوخا.
- البترية زعموا أن من عصى ثم تاب لم تقبل توبته.
- الناكثية زعموا أن من نكث بيعة رسول الله صلى الله عليه وسلم فلا إثم عليه.
- القاسطية فضلوا طلب الدنيا على الزهد فيها.
- النظامية تبعوا إبراهيم النظام في قوله من زعم أن الله شيء فهو كافر.